# Музей фотографии в здании Городской тюрьмы
Музе́й фотогра́фии в зда́нии Городско́й тюрьмы́ (Музе́й фотогра́фии, эст. Fotomuuseum) — филиал Таллинского городского музея.
Расположен в Старом городе непосредственно за Таллинской ратушей в здании конца XIV века, где ранее располагалась городская тюрьма.

## Экспозиция
В музее организованы как постоянная экспозиция, так и временные выставки. Постоянная экспозиция даёт обзор истории фотографии в Эстонии с 1840 по 1940 год. Помимо коллекций фотографий, посетитель может получить представление о фототехнике XX века. 
В музее хранится большое число предметов, связанных с известным эстонским фотографом Яном Риетом.
Временные выставки проходят в галереях: «Леэ» («Lee»), открытой по инициативе Пеэтера Тооминга, «Projektiruum», «Aastanäitus», «Salatrepp». Временные выставки отражают как современное фотоискусство, так и работы фотографов 19—20-х столетий.
В музее также проводятся обучающие занятия по аналоговой фотографии для детей и взрослых.
В «Музейные воскресенья» —  обычно это первое воскресенье месяца — филиалы Таллинского городского музея, в том числе и Музей фотографии, открыты для посетителей бесплатно.

## История
Музей открыт 21 июля 1980 года.
Весной 2020 года, по причине пандемии COVID-19, музей организовал виртуальную выставку «Диалоги изоляции», в котором приняли участие более 120 фотографов. 
15 мая 2020 года 11 эстонских фотографов — Пеэтер Ланговитс, Эве Кийлер, Арно Миккор, Рауль Меэ, Дейзи Лаппард, Меэли Кюттим, Андрес Тейсс, Хейко Круузи, Эгерт Каменик, Райго Паюла и Айри Леон — в течение одних суток запечатлели на память для будущих поколений облик Таллина и его особую атмосферу. Идея, возрождённая Музеем фотографии, принадлежит фотографу Юри Венделину, который год назад провёл подобную фотоакцию «День в Таллине». Музей фотографии будет проводить такой день фотографии ежегодно, в один и тот же день — в день Таллина, 15 мая.
С 16 июня 2022 года по 23 января 2023 года в Музее фотографии прошла выставка работ Карла Сарапа. На выставке было представлено лучшее из творчества выдающегося эстонского фотографа 1930-х годов в виде редких сохранившихся оригинальных фотографий, фотооткрыток, фотоувеличений и репродукций.